# Mikromacierz białkowa
Mikromacierz białkowa – płytka szklana lub plastikowa z naniesionymi w regularnych pozycjach mikroskopowej wielkości polami, zawierającymi białka lub związki wiążące białka. Pozwalają na oznaczanie rodzajów, ilości lub aktywności białek w badanym preparacie.

## Zasada działania
Mikromacierze białkowe działają podobnie do mikromacierzy DNA, ale opierają się na immunologicznej zasadzie wiązania przeciwciał z antygenami. W zależności od zastosowania, na płytkę naniesione są różne przeciwciała, antygeny (jeżeli badamy przeciwciała) lub badany lizat (w mikromacierzach odwrotnych). Na takiej płytce umieszcza się preparat (np. krew albo lizat tkankowy), a następnie - za pomocą pomiaru fluorescencji lub promieniowania radioizotopów - bada, które białka zostały związane.

## Rodzaje
- Mikromacierze wychwytujące (ang. capture arrays), pokryte przeciwciałami (lub innymi związkami wiążącymi białka); wykorzystywane do pomiarów ilościowych,

- Mikromacierze odwrotne (ang. reverse arrays), na które naniesiona jest badana próbka; rodzaje białek w próbce oznacza się, umieszczając na niej odpowiednie przeciwciała,

- Mikromacierze czynnościowe (ang. functional arrays), służące do badania interakcji białko-białko[1].

## Zastosowania
Mikromacierze białkowe znajdują szerokie zastosowanie w badaniach proteomicznych. Pozwalają m.in. na oznaczanie profili proteomicznych tkanek, znajdowanie markerów wykorzystywanych w diagnostyce chorób oraz badanie interakcji między białkami.